# 다이몬
다이몬(고대 그리스어: δαίμων)은 고대 그리스와 헬레니즘의 신화 · 종교 · 철학에 등장하는 인간과 신들 중간에 위치하거나, 죽은 영웅의 영혼 등을 가리킨다. 낱말의 뜻으로 보면 “(모든 종류의) 영혼”에 가까우며, 한국어 번역의 예로는 귀신, 악령, 정령 등이 있다.
이는 훗날 기독교 문명권에서 “데몬” 곧 악령으로 여겨지게 된다.

## 같이 보기
- 누멘
- 악령